# Emil Rosing
Emil Kârale Rosing (* 4. April 1939 in Tasiilaq; † 9. Oktober 2010) war ein grönländischer Lehrer, Museumsdirektor, Künstler und Kommunalpolitiker (Siumut).

## Leben
Emil Rosing war der Sohn des Pastors und Schriftstellers Otto Pavia Jørgen Rosing (1896–1965) und seiner Frau Sara „Sâlãnguaĸ“ Gertrud Vilhelmine Birgitte Siegstad (1900–1988). Zu seinen Geschwistern gehörte der Künstler Jens Rosing (1925–2008). Sein Vater war von 1934 bis 1940 als Pastor in Ostgrönland tätig, wo Emil geboren wurde.
Nach dem Schulabschluss besuchte Emil Rosing Grønlands Seminarium, das er 1962 beendete. Er arbeitete anschließend zwei Jahre als Lehrer in Grönland, bevor er nach Dänemark zog, um sich am Staatsseminarium in Ranum weiterbilden zu lassen. Nach dem dortigen Abschluss im Jahr 1968 arbeitete er noch bis 1971 als Lehrer im dänischen Ølstykke. In dieser Zeit heiratete er am 4. Dezember 1970 in Kopenhagen die französische Lehrerin Mary Yvonne „Maryvonne“ Janniaux (* 1944), Tochter des Ingenieurs Robert Janniaux und der Pharmazeutin Henriette Angeli. Er besuchte darüber hinaus auch die Universität Kopenhagen, wo er 1970 das Philosophicum ablegte. 1971 kehrte er nach Grönland zurück und wurde Vizeschulinspektor, wobei er in Aasiaat, seiner Geburtsstadt Tasiilaq und in Nuuk diente. 1978 verließ er das Schulwesen und wurde Museumsinspektor und Unterchef am Grönländischen Landesmuseum. Zeitweilig kehrt er jedoch auch an die Universität Kopenhagen zurück, wo er 1984 Eskimologie studierte. Von 1984 bis 1985 war er auch am Musée de l’Homme in Paris angestellt, wo er als Berater für die ostgrönländische Sammlung tätig war. Er 1987 verließ er das Landesmuseum. Stattdessen wurde er Lektor an Grønlands Seminarium und Gymnasiallehrer. 1991 wurden das grönländische Landesmuseum und das grönländische Landesarchiv als Grönländisches Nationalmuseum und -archiv vereinigt und Emil Rosing zu dessen Direktor ernannt, als welcher er auch dem dänisch-grönländischen Museumszusammenarbeitsausschuss vorstand. Dieses Amt hatte er bis zu seiner Pensionierung im Jahr 2004 inne.
Während seines ersten Aufenthalts in Dänemark kam er mit Kunst in Berührung und wurde 1970 von Eli Ponsaing in Serigrafie und Lithografie unterrichtet. Im selben Jahr gewann er mit einer Lithografie mit Eiderenten einen Kunstwettbewerb des Komitees für kulturelle Zusammenarbeit zwischen Dänemark und Grönland. Von 1973/74 bis 1980 war er Leiter der Grafischen Werkstatt in Nuuk, die 1980 zur grönländischen Kunstschule wurde. 1981 war er Mitglied des Kunstschulrats. Er schuf weiterhin Kunst, wobei sich seine Motive üblicherweise auf Landschafts- und Vogeldarstellungen beschränkten, die er als Lithografien, Serigrafien und Walknochenschnitzereien ausführte. Seine Werke wurden in Kunstmuseen in Grönland, Dänemark, Deutschland und Frankreich ausgestellt. 1994 veröffentlichte er das Buch Tunuamiut aarnuaat / Østgrønlandske amuletter über 66 ostgrönländische Amulette, die sein Großvater Christian Rosing in seiner Zeit als Missionar in Ostgrönland zwischen 1904 und 1921 eingesammelt hatte.
Emil Rosing war auch politisch aktiv und saß von 1989 bis 1993 im Rat der Gemeinde Nuuk. Er wurde 1997 zum Ritter des Dannebrogordens ernannt. Emil Rosing starb 2010 im Alter von 71 Jahren.